# كاتي بيرنت
كاتي بيرنت (بالإنجليزية: Katie Burnett)‏ هي منافسة ألعاب القوى أمريكية، ولدت في 7 أكتوبر 1988 في بالفيو في الولايات المتحدة.

## وصلات خارجية
- كاتي بيرنت على موقع الاتحاد الدولي لألعاب القوى (الإنجليزية)
- كاتي بيرنت على موقع الاتحاد الأمريكي لسباقات المضمار والميدان (الإنجليزية)
- كاتي بيرنت على موقع TFRRS.org (الإنجليزية)